# Municipio de Camp Branch (condado de Warren)
El municipio de Camp Branch (en inglés: Camp Branch Township) es un municipio ubicado en el condado de Warren en el estado estadounidense de Misuri. En el año 2010 tenía una población de 1018 habitantes y una densidad poblacional de 7,77 personas por km².

## Geografía
El municipio de Camp Branch se encuentra ubicado en las coordenadas 38°55′15″N 91°11′50″O / 38.92083, -91.19722. Según la Oficina del Censo de los Estados Unidos, el municipio tiene una superficie total de 130.94 km², de la cual 130,19 km² corresponden a tierra firme y (0,57 %) 0,75 km² es agua.

## Demografía
Según el censo de 2010, había 1018 personas residiendo en el municipio de Camp Branch. La densidad de población era de 7,77 hab./km². De los 1018 habitantes, el municipio de Camp Branch estaba compuesto por el 95,97 % blancos, el 0,88 % eran afroamericanos, el 1,57 % eran amerindios, el 0,69 % eran asiáticos, el 0,1 % eran de otras razas y el 0,79 % eran de una mezcla de razas. Del total de la población el 0,59 % eran hispanos o latinos de cualquier raza.